# Calyptranthera
Calyptranthera és un gènere que pertany a la família de les apocinàcies amb deu espècies de plantes fanerògames. És originari dels boscos de Madagascar.

## Descripció
Són enfiladisses que assoleixen els 5 m d'alçada. Les branques més joves són tomentoses, sobre tota la superfície, rígides, erectes, amb tricomes vermellosos. Les fulles són peciolades, sovint tortes, de 6-14 cm de llarg, 3,5-6 cm d'ample, herbàcies o coriàcies, oblongues a el·líptiques o obovades, basalment cuneades a truncades, amb l'àpex acuminat a apiculat o obtús, lleugerament revolut. Les fulles per sobre són glabrescents a glabres, per sota són pubescents amb tricomes vermellosos.
Les inflorescències extraaxil·lars, sempre una per node, més curta que les fulles adjacents amb 2-8 flors, simples, bràctees florals visibles, persistents i tot després de l'abscisió de la flor.

## Taxonomia
| - Calyptranthera baronii Klack. - Calyptranthera brevicaudata Klack. - Calyptranthera caudiclava (Choux) Klack. - Calyptranthera filifera Klack. - Calyptranthera gautieri Klack. | - Calyptranthera grandiflora Klack. - Calyptranthera pubipetala Klack. - Calyptranthera schatziana Klack. - Calyptranthera sulphurea Klack. - Calyptranthera villosa Klack |